# Chicago Express (barco)
El Chicago Express es un portacontenedores operado por  Hapag Lloyd, y es uno de los ocho en la clase Colombo Express. Este barco es uno de los portacontenedores más grandes del mundo. El Chicago Express se encuentra actualmente en la ruta comercial Lejano Oriente - Europa.

## Características
El Chicago Express es un portacontenedores. Fue construido en 2006 por Hyundai Heavy Industries Co., Ltd., en Ulsan, Corea del Sur. Su tonelaje bruto es de 91.020, su tonelaje neto es de 100.000 y su peso muerto es de 103.890. Ete mide 336,19 m de largo y 42,80 metros de ancho. Su calado es de 12,4 m. El Chicago Express tiene una capacidad TEU de 8749, con enchufes para 730 contenedores frigoríficos. 
El Chicago Express es impulsado por Kawasaki-MAN B & W 12K98ME. Estos motores son de dos tiempos y tienen doce cilindros. El motor gira una hélice. El motor puede producir 68.640 kW (92.050 caballos de fuerza) de potencia.

## Buque de entrenamiento
El Chicago Express no es solo un buque de carga, sino también un barco de entrenamiento. El 5 de septiembre de 2006, ocho cadetes de oficiales náuticos se subieron al Chicago Express para obtener capacitación en la vida real. En octubre, el barco también dio la bienvenida a bordo de siete aprendices mecánicos. Los cadetes navegaron con el Chicago Express durante un año para cumplir con su requisito de entrenamiento.

## Accidente en una tormenta
En septiembre de 2008, el Chicago Express navegaba desde Hong Kong cuando se topó con un tifón. La tormenta resultante inicialmente provocó que la nave entrara en un giro paramétrico, en el que la nave se balanceaba de lado a lado 32 grados. Para disminuir este efecto, el capitán del barco pudo cambiar la dirección del barco y bajó a 20 grados. El barco se encontró con una ola repentina que hizo que la nave apareciera a 44 grados durante diez segundos. Todos en el puente fueron "catapultados al otro lado del puente", decía el informe, excepto el segundo oficial. Un AB filipino en el puente sucumbió a las heridas sufridas durante el incidente y fue declarado muerto, mientras que el capitán fue trasladado en helicóptero a Hong Kong para el tratamiento de lesiones graves. Una investigación de este evento reveló que no había un número suficiente de pasamanos en el puente del barco. Este accidente y varios similares provocaron que los diseñadores de barcos cuestionaran algunos diseños de barcos nuevos.